# جون كونلي
جون كونلي (بالإنجليزية: John Connelly)‏ هو مؤرخ أمريكي، ولد في 3 يوليو 1960.